# Celama pulveraria
Celama pulveraria är en fjärilsart som beskrevs av Abel Dufrane 1935. Celama pulveraria ingår i släktet Celama och familjen trågspinnare. Inga underarter finns listade i Catalogue of Life.